# 江阳郡 (东晋)
江阳郡，中国南北朝时设置的郡。
成汉（304—347年）时江阳郡为夷僚（少数民族）所据，东晋江阳郡寄武阳县地（今井研县南），后寄治武阳县治（今彭山区东北），称西江阳郡，辖境相当今四川省眉山市、彭山区东部地区，属益州，后复故土，治所在江阳县（今四川彭山县东北），原江阳郡称之为东江阳郡。刘宋废除，南齐复设江阳郡，属梁州，荒或无民户。后废，在宁州设立江阳郡，在今四川省屏山县一带。南梁沿置，北周废江阳郡。